# Дуб черешчатий (Херсон, вул. Соборна)

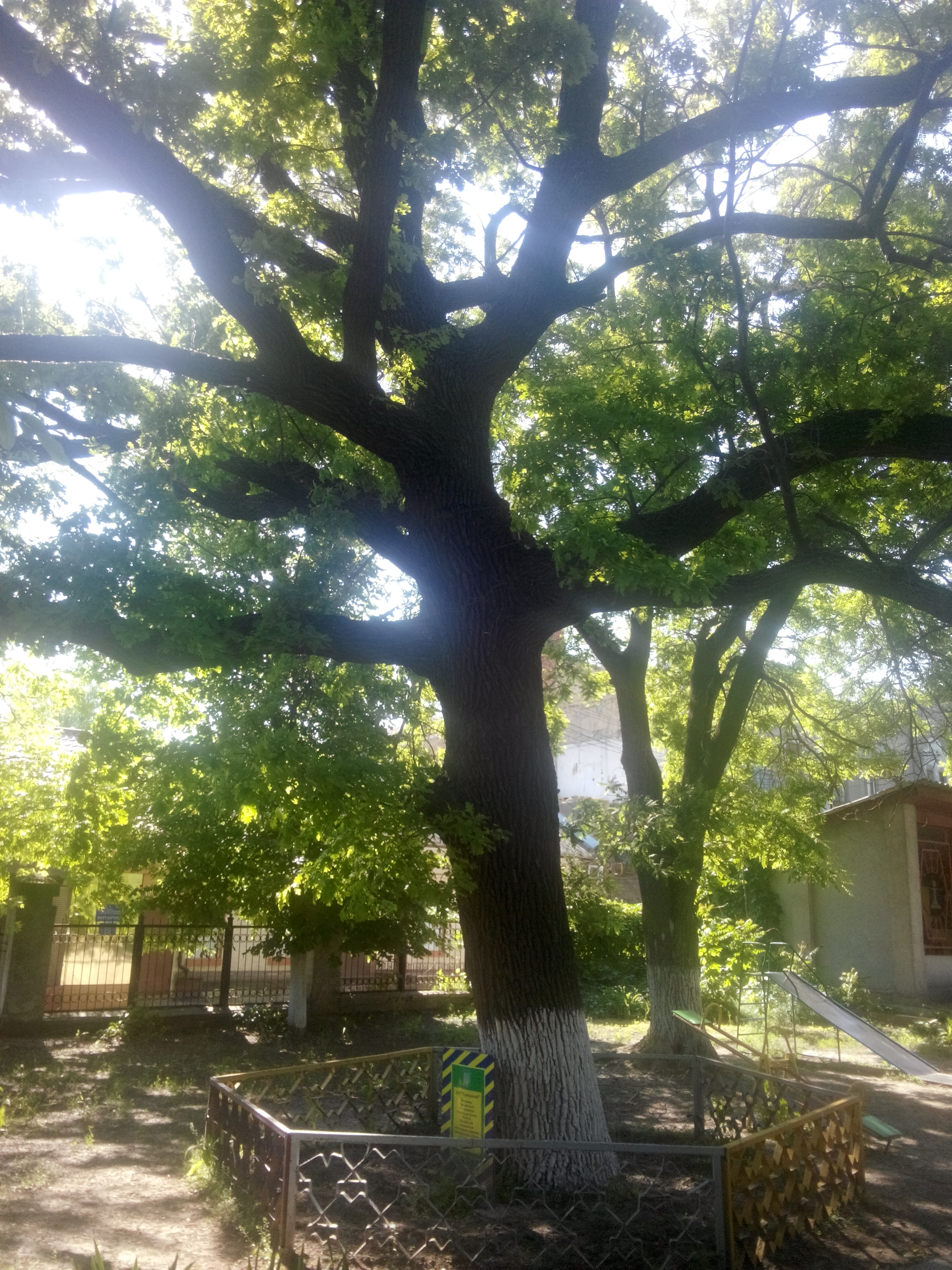
Дуб черешчатий, м. Херсон, вул. Соборна

Дуб звичайний — дуб черешчатий або звичайний (Quercus robur L.). Ботанічна пам'ятка природи місцевого значення. Росте у місті Херсоні в районі невеликого скверу шахово-шашкової школи по вулиці Соборна, 18. Створено рішенням виконавчого комітету Херсонської облради народних депутатів трудящих № 100/4 від 02.03.1972 р. та перезатверджено рішенням виконавчого комітету Херсонської облради народних депутатів № 441/16 від 19.08.1983 р. Дерево знаходиться у віданні дитячо-юнацької спортивної школи із шахів та шашок. Цей вид включений до Червоного списку Херсонської області.

## Історична цінність об'єкта
Будівлю шахово-шашкового клубу споруджено в 1905 році італійським віце-консулом та перуанським консулом Анатра. Отже, роком посадки даної пам'ятки природи можна вважати 1905 рік.
Опис
У 2010 році об'єкт був досліджений І. І. Мойсієнко та О. Є. Ходосовцевим. Згідно з їхніми даними: це дерево віком 80-90 років, висотою — 16 м, діаметром стовбура на висоті 1,3 м від землі — 0,79 м, розмірами крони: висота крони (відстань від першого живого сучка до вершини) — 11,5 м; найбільша ширина крони: з півночі на південь — 11 м, зі заходу на схід 16 м; плодоношення — середнє; форма крони — овальна.

## Рекреаційна цінність об'єкта
На прилеглій території шахово-шашкового клубу розташовані літній майданчик кафе «Каісса», а також фонтан і квіткова клумба, що приваблює відвідувачів улітку.

## Сучасний стан
Стан дерева задовільний. Він знаходиться в старовинному сквері відгородженому від вулиці, і тому є досить захищеним від вільного доступу мешканців. Крім того, безпосередньо навколо стовбура розташовується декоративна металева огорожа діаметром 4 м і висотою 0,5 м. Біля дерева встановлена інформаційна табличка. У кроні відмічено лише декілька сухих скелетних гілок. Місця зрізів кількох нижніх гілок оброблені. Дерево розташовується в безпосередній близькості від вулиці Соборна з інтенсивним автомобільним рухом, що, ймовірно, негативно впливає на нього. У безпосередній близькості з північного боку від вікового заповідного дубу звичайного зростає дерево Софори японської (Sophora japonica L.), яке за висотою не поступається йому. Стовбури дерев розташовуються на відстані всього 6,5 м один від одного. Внаслідок такого сусідства стовбур заповідного дуба досить сильно нахилений на південь, а крона не рівнобока, напівкругла.
Сквер в якому зростає дуб огороджений, що створює додатковий захист для пам'ятки. Він займає площу близько 0,3 га (разом з будівлями). У ньому зростає низка інших деревних та квітково-декоративних рослин. На території скверу прокладені доріжки, є невелике штучне озерце та декоративні квіткові вази, квіткові клумби. 